# Escola perenialista

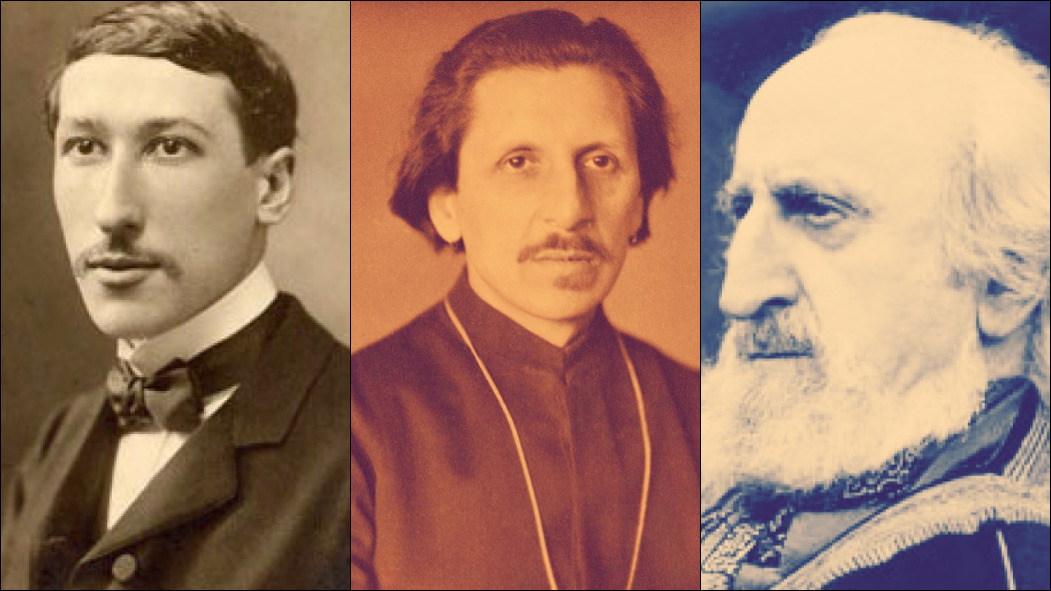
Os fundadores do perenialismo. René Guénon (à esquerda), Ananda Coomaraswamy e Frithjof Schuon

Escola perenialista, também chamada de perenialismo ou escola tradicionalista, é composta por um grupo de pensadores dos séculos XX e XXI que tentam expor ou reformular o que eles julgam ser uma filosofia perene, que remonta a ideias da Grécia antiga e do Antigo Egito. Embora muitos estudiosos divirjam sobre questões históricas a respeito deste tema, normalmente os perenialistas enxergam pontos comuns em correntes budistas, como o mahayana, zen e o dzogchen, no hinduísmo, como o vedanta e na filosofia chinesa, como o taoísmo. Normalmente autores perenialistas levam em conta registros exotéricos e também ensinamentos esotéricos.
Esta corrente também é caracterizada por uma rejeição fundamental de algumas das teses do Iluminismo, do materialismo, embora nem todos os autores se oponham aos mesmos elementos característicos da modernidade da mesma forma ou com a mesma ênfase.
Os fundadores desta corrente são o francês René Guénon, o cingalês Ananda Coomaraswamy e o suíço Frithjof Schuon. Outros pensadores influentes que se incluem no perenialismo são: Ivan Aguéli, Titus Burckhardt, Martin Lings, Marco Pallis, Fernando Sánchez Dragó e Hossein Nasr. Alguns acadêmicos inserem o escritor e pintor Julius Evola nesta corrente, embora Evola apresente muitas divergências em relação aos citados, sobretudo pelo viés "prático" e "político" de suas ideias e pela influência de Nietzsche que permeia seus escritos. Outro autor eventualmente vinculado ao perenialismo é o famoso intelectual romeno Mircea Eliade, embora a vinculação de Eliade seja matizada e frequentemente contestada.

## História
O artista sueco convertido ao islamismo Ivan Aguéli foi uma figura chave no desenvolvimento do perenialismo. Aguéli fundou o Al Akbariyya, uma sociedade secreta Sufi em Paris em 1911. Seu objetivo era promover os ensinamentos de Ibn Arabi entre as "classes eruditas, educadas e de livres-pensadores...". Contudo, a  única vez que esta sociedade é mencionada é em uma carta escrita por Aguéli em setembro de 1911 para um endereço desconhecido no Cairo anunciando sua fundação. Dentre os membros desta sociedade, estava o escritor René Guénon.

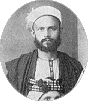
Ivan Aguéli

Durante este período, Aguéli escreveu vários artigos sobre temas islâmicos para La Gnose, um jornal esotérico editado por Guénon. Esses artigos foram reimpressos tardiamente no Études Traditionalnelles, o principal jornal do movimento perenialista.

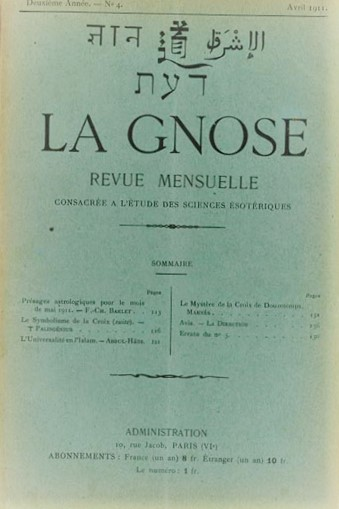
La Gnose e o “movimento gnóstico universal”.

Já neste jornal, Guénon tematizaria uma questão que atravessou suas obras: o contraste entre o que para ele consistiria as "visões tradicionais do mundo" e a modernidade, definida por ele como uma anomalia. Ele começou a escrever depois que sua tese de doutorado foi rejeitada na Sorbonne e ele deixou a academia em 1923. Em seus primeiros livros e ensaios, ele previu uma restauração da "intelectualidade tradicional" no Ocidente com base no catolicismo romano e na maçonaria, projeto que ele desistiria depois. Durante sua carreira, ele denunciou a atração da Teosofia e do Espiritismo, dois movimentos influentes que estavam florescendo durante seus estudos. Em 1930, mudou-se para o Egito, onde viveu até sua morte em 1951.
À época, a obra de Guénon atraiu um determinado grupo de leitores, mas sua influência permaneceu bastante restrita e discreta. Contudo, dentre os leitores, estava o acadêmico Ananda Coomaraswamy, curador do Museu de Belas Artes de Boston e um dos primeiros intérpretes da cultura indiana para nos Estados Unidos. Antes de migrar para os Estados Unidos, Ananda viveu no Ceilão e na Índia, na época do Império Britânico. Ele pertenceu ao movimento de independência da Índia, opondo-se contra a Índia britânica e aos ataques colonialistas. Tal oposição é vista em sua obra, onde Coomaraswamy defende uma tradição autóctone da arte, fato que o fez ser visto como reacionário do ponto de vista estético. Coomaraswamy passou os últimos quinze anos de sua vida defendendo uma perspectiva perenialista, passando a expô-la e defendê-la em seus escritos. Ele morreu nos Estados Unidos, em 1947, aos setenta anos de idade. Portanto, ao contrário de Guénon, Coomaraswamy era um scholar de grande prestígio e com uma vasta obra acadêmica, fato que contribuiu para a disseminação do perenialismo.
Porém, foi em Frithjof Schuon, um artista e intelectual suíço que o perenialismo encontrou seu disseminador mais influente. Além de expandir bastante o escopo de temas do perenialismo, Schuon procurou desenvolver uma "religião perene", agregando ritos e religiosidades como os das tribos Lakota, Nakota e Dakota aos estudos das religiões comparadas. Schuon manteve correspondência e teve contato com autoridades religiosas, tais como o próprio Guénon, o pajé e líder espiritual dos índios Crow, Thomas Yellowtail e foi iniciado por Ahmad al-Alawi no sufismo. 

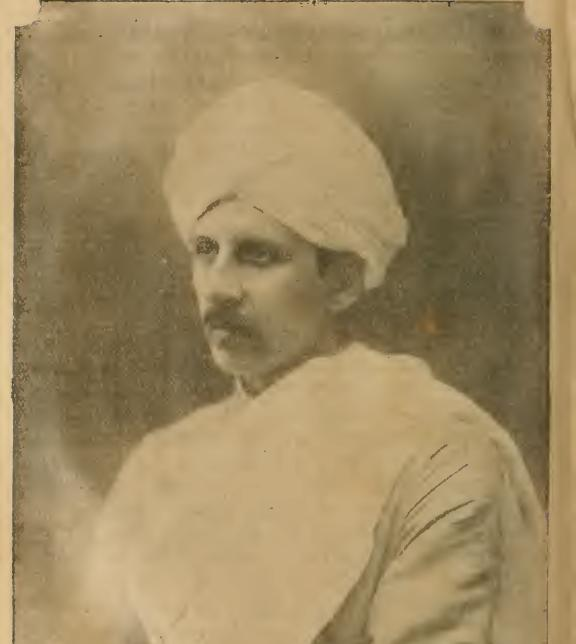
Coomaraswamy, 1907

Schuon fundou a Tariqa Maryamiyya, que reuniria grande parte dos escritores da Escola Perenialista, dentre eles Martin Lings, Titus Burckhardt, Victor Danner, William Stoddart e sobretudo o condecorado acadêmico Seyyed Hossein Nasr, que substituiria o próprio Schuon na liderença da tariqa.
Autores ligados ao perenialismo se mantiveram em relativa obscuridade, embora tenham travado diálogos com outros escritores e scholars de círculos ligados aos estudos das religiões comparadas, tais como alguns autores do movimento New age, do círculo de Eranos, e personalidades como Ramana Maharshi e Thomas Merton. Durante o ano acadêmico de 1980-1981, Nasr apresentou nas prestigiadas Gifford Lectures na Universidade de Edimburgo. As conferências de Nasr foram publicadas sob o título Knowledge and the Sacred. Contudo, o movimento perenialista permaneceu desconhecido da grande mídia até o final da década de 2010.

### Associação à extrema-direita
A escola perenialista ganhou projeção na grande mídia durante a chamada onda conservadora, quando passou a ser associada a alguns movimentos de extrema-direita. Dentre as personalidades de extrema-direita relacionadas ao perenialismo, estão especialmente o politólogo russo Aleksandr Dugin, o escritor brasileiro Olavo de Carvalho e o estrategista político Steve Bannon. Pesquisadores citam sua ainda certa influência do perenialismo entre os europeus da Nouvelle Droite. O livro Against the Modern World, de Mark Sedgwick, publicado em 2004, faz uma análise da Escola Perenialista e sua influência:
Diversos intelectuais responderam ao chamado de Guénon com tentativas de colocar a teoria em prática. Alguns tentaram sem sucesso guiar o fascismo e o nazismo ao longo das linhas tradicionalistas; outros depois participaram do terror político na Itália. O tradicionalismo finalmente forneceu o cimento ideológico para a aliança de forças antidemocráticas na Rússia pós-soviética, e no final do século XX começou a entrar no debate no mundo islâmico sobre a desejável relação entre o Islã e a modernidade.
Em sua tese de doutorado Guénon ou le renversement des clartés, o acadêmico francês Xavier Accart questiona a conexão feita, às vezes, entre a Escola perenialista e a extrema-direita, destacando o fato de que muitos interessados são apolíticos e mesmo alguns mantém ideias à esquerda. Nasr, por exemplo, demonstra preocupação e alternativas para questões como a degradação ambiental e o diálogo inter-religioso.

## Ideias

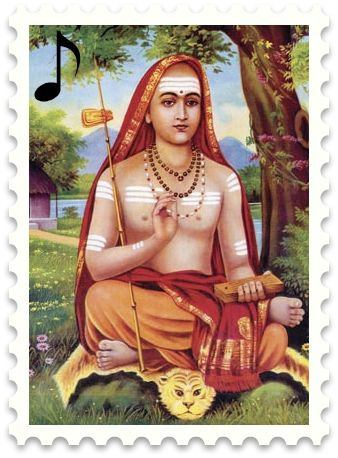
Shânkara inspirou o perenialismo.

Para Guénon, o mundo físico seria uma manifestação de princípios metafísicos, que são preservados nos ensinamentos perenes das religiões do mundo". Assim, "o mal-estar do mundo moderno" residiria, nas palavras do autor, "na negação implacável do domínio metafísico". Seguindo Guénon, para grande parte dos perenialistas, existem verdades religiosas primordiais e universais que estão nas fundações de todas as principais religiões do mundo. Os perenialistas falam de uma "verdade absoluta e presença infinita".
Para Lings, "A Verdade Absoluta [sic.] é a sabedoria perene (sophia perennis) que permanece como fonte transcendente de todas as religiões". Segundo Oldmeadow, "a verdade primordial e perene" manifesta-se numa variedade de religiões e tradições. Presença Infinita [seria] "a religião perene (religio perennis) que vive dentro do coração de todas as religiões intrinsecamente ortodoxas." Frithjof Schuon vai na mesma direção, afirmando que:
"O termo philosophia perennis, que tem estado em vigor desde a época da Renascença e do qual o neo-escolasticismo fez muito uso, significa a totalidade das verdades primordiais e universais - e, portanto, dos axiomas metafísicos - cuja formulação não pertence a nenhum sistema particular. Pode-se falar no mesmo sentido de religio perennis, designando por esse termo a essência de toda religião; isso significa a essência de toda forma de adoração, toda forma de oração e todo sistema de moralidade, assim como a sophia perennis é a essência de todos os dogmas e todas as expressões de sabedoria."
Por explorar esse caráter do que seria uma "união transcendental" metafísica, autores do perenialismo foram fortemente influenciados por metafísicos e místicos de diversas religiões, tais como Shankara, Ibn Arabi  e Meister Eckhart. Nesse contexto, para os perenialistas tal verdade teria sido obscurecida na modernidade através do surgimento de novas filosofias seculares decorrentes do Iluminismo.